# Слобода Восстания
Слобода Восстания (тат. Вастания бистәсе, тат. Кузгалыш бистәсе, Quzğalış bistäse) — жилой массив-микрорайон и историческая местность в Московском, Кировском и Ново-Савиновском районах Казани.

## Расположение
Слобода Восстания располагалась в основном в центральной части Московского и западной части Кировского районов; крайняя восточная часть слободы находилась на территории Ново-Савиновского района. В слободе на перекрёстке улиц Восстания и Декабристов находится площадь-сквер Восстания.

## История
Топоним возник 27 июля 1925 года в результате переименования Пороховой слободы; кроме собственно Пороховой слободы, присоединённой к городу в 1917 году, в состав слободы Восстания входили также Удельная стройка и Ивановская стройка, присоединённые к городу в 1924 году Получила название по восстанию рабочих казанского Заречья 1905 г. в ходе первой российской революции.
К моменту возникновения слобода представляла собой сплошной массив деревянной застройки, тянувшийся на 3-3,5 км с востока на запад и на 2,5-3 км с севера на юг. К примеру, в Пороховой слободе из 2245 строений лишь 6 были каменными или кирпичными.
Первые проекты многоэтажной застройки слободы появились в конце 1920-х — начале 1930-х годов: местность юго-западнее Фурштадской улицы была отведена заводу № 40 под строительство жилпосёлка, а квартал между улицами Батрацкая, Комиссарская, Республиканская и 5-я Союзная был отведён под жилищное строительство льнокомбинату. Частично был реализован лишь первый, в виде двух домов по Солнечной улице.
В середине 1930-х к северо-западу от слободы началось возведение фабрики киноплёнки № 8, что послужило причиной для жилищного строительства в близких к фабрике районах слободы: на северо-западной окраине слободы возник посёлок Парижской Коммуны, а между улицами Городская, 9-я Союзная, 10-я Союзная и 8-я Союзная были построены дома т.н. «жилплощадки фабрики киноплёнки» (квартал № 27).
В годы немецко-советской на северо-восточной окраине слободы было построен ещё один небольшой район малоэтажной многоквартирной застройки — т. н. «жилплощадка завода № 22» (квартал № 25). В конце 1940-х — 1950-х годах застройка слободы зданиями в сталинском стиле велась в основном в кварталах, прилегающих к улицами Декабристов, Гагарина и 9-я Союзная. Последняя в 1949 году была переименована в улицу Восстания; тем же постановлением топоним «слобода Восстания» признавался утратившим своё значение, однако продолжал употребляться и позже, в 1960-е годы.
В конце 1960-х — начале 1970-х годов, из-за застройки многоэтажными домами её территории, слобода фактически перестала существовать как единое целое.

## Улицы
Список улиц слободы Восстания по состояния на 1929 год:
1. Азина
2. Бакалейная
3. Банная
4. Батрацкая
5. Бедняцкая
6. Волжская
7. Городская
8. Гороховая
9. 25-го Октября
10. Декабристов
11. Делегатская 1-я
12. Делегатская 2-я
13. Деловая
14. Днепровская
15. Донская
16. Драничная
17. Камская
18. Камчатский переулок
19. Караваевская
20. Кокшайский переулок
21. Коленная
22. Коломенская
23. Комсомольская
24. Коммунальная 1-я
25. Коммунальная 2-я
26. Коммунаров
27. Косой переулок
28. Костромская
29. Красного Знамени
30. Краснококшайская
31. Лаишевская
32. Лебяжья
33. Ленинградская
34. Ленская
35. Лесная
36. Луговая
37. Мамадышская
38. Мотовилиха
39. Мухаметшина
40. Низовой переулок
41. Ново-Светлая
42. Окольная
43. Ольгинская
44. Орловская
45. Партизанская
46. Петрова
47. Повстанческая
48. Полевая
49. Поперечно-Полевой переулок
50. Пустой переулок
51. Разина
52. Республиканская
53. Сабан
54. Светлая
55. Свияжская
56. Секретарский 1-й переулок
57. Секретарский 2-й переулок
58. Секретарский 3-й переулок
59. Сельская
60. Селянская
61. Смычка
62. Совнаркомовская
63. Солнечная
64. Сормовская
65. Союзная 1-я
66. Союзная 2-я
67. Союзная 3-я
68. Союзная 4-я
69. Союзная 5-я
70. Союзная 6-я
71. Союзная 7-я
72. Союзная 8-я
73. Союзная 9-я
74. Союзная 10-я
75. Союзная 11-я
76. Союзная 12-я
77. Союзная 13-я
78. Союзная 14-я
79. Сталинградская
80. Татпрофсовета
81. Тверская
82. Тупиковый переулок
83. Украинская
84. Ульяновская
85. Фабричная
86. Февральская
87. Фрунзе
88. Фурштадская
89. Ярославская

## Транспорт

### Трамвай
Первый трамвай появился в слободе в 1933 году: это был «безномерной» маршрут Казмашстроя, с 1940 года получивший № 9. Также через слободу ходили маршрут № 7 (середина 1930-х годов , «железнодорожный вокзал» — «посёлок ИТР»), и маршрут № 10 (1950-е годы, «улица Декабристов» — «фабрика киноплёнки»).

### Троллейбус
Троллейбусное движение открылось в слободе в 1948 году: через слободу начал проходить троллейбус № 1 («трамвайное депо № 3» — «площадь Куйбышева», позже удлинён). В 1952 году к нему добавляется маршрут № 2 («улица Степана Халтурина» — «площадь Куйбышева»), а через год — маршрут № 3 («улица Степана Халтурина» — «Караваево»). Вскоре маршрут № 2 переименовывается в № 4 к 1960 году становится кольцевым и разбивается на 2 части: 4а и 4б. В 1959 году через слободу начинает ходить троллейбус № 5 («улица Степана Халтурина» — «аэропорт»). На 1961 год четыре из шести троллейбусных маршрутов проходили через слободу Восстания.

### Автобус
Автобусы появились в слободе Восстания не позднее 1940 года: тогда через неё проходили два из четырёх имевшихся автобусных маршрута: № 1 и № 2. В 1961 году через территорию слободы проходил лишь автобусный маршрут № 8 («посёлок Воровского» — «посёлок Левченко»).

## Образование
В 1957 году на территории слободы функционировали начальная школа №№ 57 (Управленческая, 7), 64 (6-я Союзная, 13), 70 (Смычка, 29), средние школы №№ 1 (Окольная, 25), 10 (Борьбы, 3), 89 (Восстания, 4а), 94 (Декабристов, 72/1), 99 (8-я Союзная, 29), 102 (7-я Союзная, 14), 113 (Окольная, 25), 120 (Партизанская, 21).
На 1960 год функционировали детские сады №№ 8 (Кулахметова, 2/38, завода п/я 673), № 18 (Декабристов, 15), № 19 (Красного Знамени, 45, завода п/я 296), № 31 (Сабан, 4, завода п/я 673), № 50 (11-я Союзная, 83, завода п/я 735), № 61 (10-я Союзная, 35, фабрики № 8), № 71 (Декабристов, 16), № 72 (Декабристов. 73, завода п/я 747), № 95 (6-я Союзная, 15, завода п/я 735), № 108 (Восстания, 18), № 109 (Декабристов, 60/10, завода п/я 735), № 118 (Красного Знамени, 45а, ТЭЦ-2), № 121 (Партизанская, 54, завода п/я 735), № 122 (13-я Союзная, 54, завода п/я 747), № 126 (Восстания, 14а, фабрики № 8), № 136 (13-я Союзная, 19, завода п/я 734), № 141 (11-я Союзная, 15, завода п/я 747).